# Луперія (Молдова)
Луперія (рум. Lupăria) — село в Ришканському районі Молдови. Входить до складу комуни, адміністративним центром якої є село Маліновскоє.
Більшість населення — українці. Згідно з даними перепису 2004 року — 198 осіб (83 %).